# 潞城文庙
潞城文庙，位于山西省长治市潞城区东17公里黄牛蹄乡李庄村西，是中华人民共和国山西省文物保护单位之一。
1986年8月18日，授予山西省文物保护单位，是一座古建筑及历史纪念建筑物。